# Amal Knight
Amal Knight (19 novembre 1993) è un calciatore giamaicano, portiere del Chitwan.

## Carriera

### Club
Ha giocato nei campionati giamaicano e statunitense.

### Nazionale
Ha esordito in nazionale nel 2018, venendo poi convocato per la Gold Cup 2019.